# Marktstraße 28 (Wernigerode)

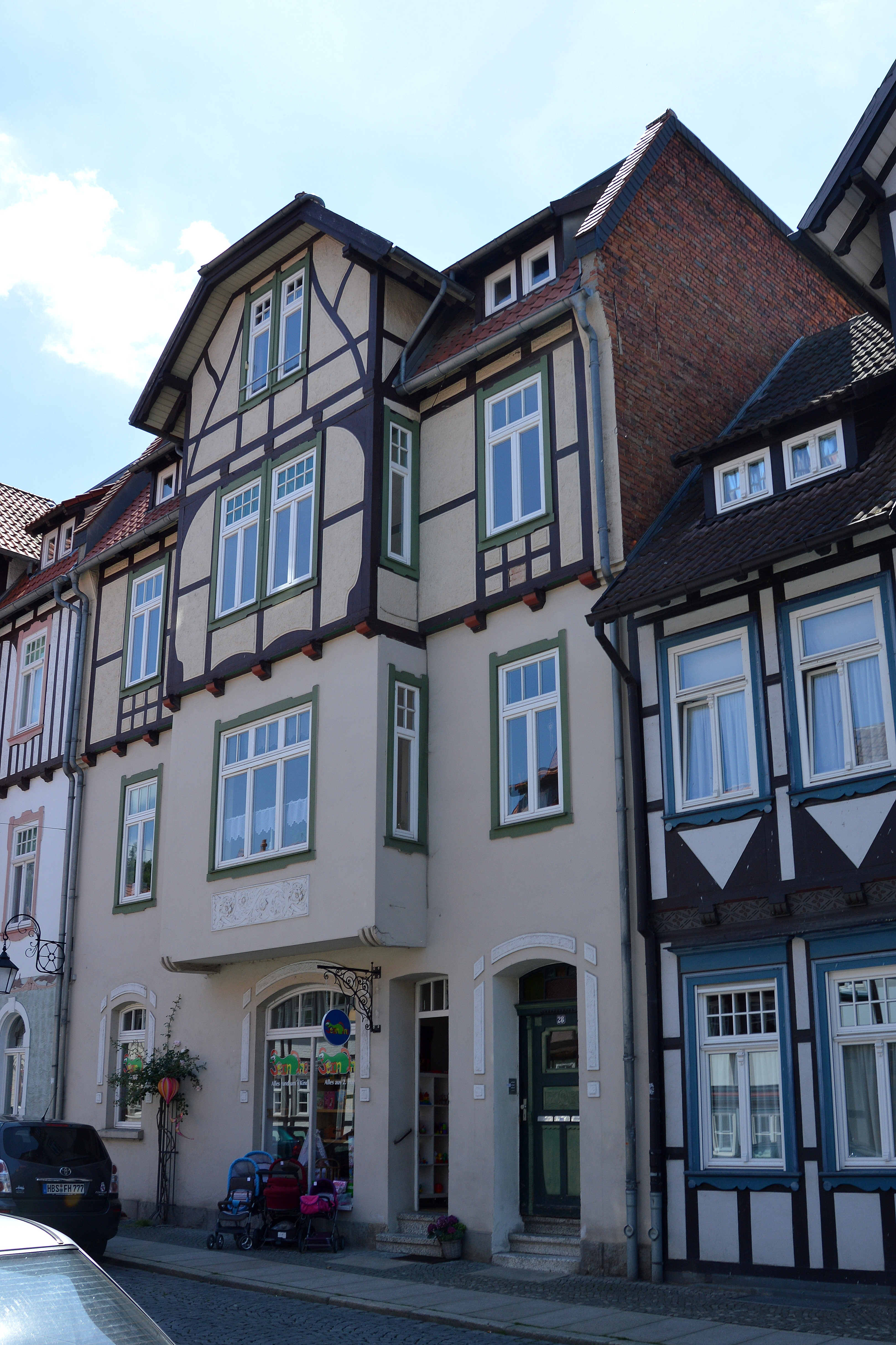
Wohn- und Geschäftshaus Marktstraße 28 in Wernigerode

Das Haus Marktstraße 28 ist ein denkmalgeschütztes Haus in der Altstadt von Wernigerode, Landkreis Harz, in Sachsen-Anhalt. Es handelt sich um ein als Wohn- und Geschäftshaus genutztes Gebäude.

## Lage
Es befindet sich im südlichen Teil der Wernigeröder Innenstadt am südlichen Ende und der Ostseite der Marktstraße. Südwestlich grenzt das gleichfalls denkmalgeschützte und im Jugendstil errichtete Haus Marktstraße 30 an. Wahrscheinlich wurden beide Häuser von demselben Architekten errichtet.

## Architektur und Geschichte
Der südliche Teil der Marktstraße zwischen Kanzleistraße und Johann-Sebastian-Bach-Straße befand sich Anfang des 20. Jahrhunderts im Besitz der Familie Zeisberg und war nur mit zwei Gebäuden bebaut. Im Jahr 1904 wurden die Bauten, darunter die alte gräflich-stolbergische Kanzlei niedergerissen und mit einer Neubebauung begonnen. Im Zeitraum bis 1911 entstanden die Gebäude entlang der Straße, darunter auch das Haus Marktstraße 28.
Das dreigeschossige Wohn- und Geschäftshaus wurde in massiver Bauweise im Jugendstil errichtet. Vor dem zweiten oberen Geschoss und dem Dachgeschoss befindet sich ein in Fachwerkbauweise ausgeführter Erker, an seinem unteren Ende befindet sich eine figürliche Verzierung im Putz. Unter dem großen Fenster der Straßenfront befindet sich ein querliegendes Stuckbild mit Blumen und Ornamenten. Auch das oberste Geschoss des Gebäudes ist als Fachwerk im Jugendstil ausgeführt.
Im örtlichen Denkmalverzeichnis ist das Haus als Baudenkmal unter der Erfassungsnummer 094 25169 verzeichnet.